# Эннс, Виктор Корнеевич
Виктор Корнеевич Эннс (7 сентября 1950, Краснотурьинск, Свердловская область — 15 апреля 2010, Краснотурьинск, Свердловская область) — советский и российский судья по хоккею с мячом. Судья международной категории (1989).

## Биография
Играл в хоккей с мячом с 1965 года в школе БАЗ.
С 1979 года — судья. В 1987—2000 годах работал на матчах высшей лиги чемпионатов СССР и России. В 1983—1985 годах входил в десятку лучших арбитров РСФСР. в 1989—1991 годах включался в список десяти лучших арбитров СССР. Работал на матчах Кубка мира 1989, Кубка европейских чемпионов 1990, чемпионатов мира среди юниоров 1994 и юношей 1991. Помощник главного судьи финала Кубка СССР 1989.
В 1975—1977 — тренер школы БАЗ.